# حسن جوادی
حسن جوادی (زادهٔ ۱۳۱۷ در تبریز) نویسنده، منتقد، مورخ و متخصص زبان‌ها و ادبیات فارسی، انگلیسی، فرانسوی و عربی است. عباس جوادی پژوهشگر تاریخ پسرعموی اوست.

## زندگی
حسن جوادی در سال ۱۳۱۷ در تبریز متولد شده و تحصیلات دانشگاهی خود را در همین شهر انجام داده‌است. او در ۱۹۵۹ به پاریس رفته و در دانشگاه سوربن ادامه تحصیل داد، و در ۱۹۶۰ در دانشگاه کیمبریج به دوره دکترای ادبیات انگلیسی قبول شد. جوادی در ادب انگلیسی استادانی چون اف. آر. لویس و ریموند ویلیامز، و در ادبیات فارسی استادانی چون آرتور آربری و مینورسکی داشته‌است. او درجه دکتری خود را در ۱۳۴۵ از دانشگاه کیمبریج گرفت. عنوان رساله او «تأثیر ادبیات فارسی بر روی ادب انگلیسی با تأکید بخصوص دربارهٔ قرن نوزدهم». این کتاب در ۱۹۸۵ در کلکته و در ۲۰۰۵ در کالیفرنیا چاپ شد.
حسن جوادی از سال ۱۹۶۳ به عنوان مدرس ادبیات فارسی در کیمبریج شروع به تدریس کرد، و در سال ۱۹۶۵ پروفسور آربری را در کار ترجمه ۴۰۰ غزل از دیوان شمس یاری کرد. جلد اول این کتاب در ۱۹۶۸ چاپ شد، و جلد دوم این کتاب را جوادی پس از مرگ آربری که در همان سال اتفاق افتاد حاضر کرد و هر دو جلد را تحشیه کرده به چاپ رساند.
حسن جوادی مدت یازده سال در دانشگاه تهران تدریس کرد و مدتی هم رئیس گروه زبان و ادبیات انگلیسی شد. او طی این سال‌ها کتاب‌های گذری به هند از فورستر، نامه‌هایی از تبریز از ادوارد براون، وحی و عقل در اسلام از آربری، تاریخ ادبیات آمریکا از ویلیس ویگر را از انگلیسی و نمایشنامه مده را از فرانسه ترجمه کرد.
جوادی در سال ۱۹۷۷ به دانشگاه برکلی رفت، که قبلاً هم دو سال در آنجا دهه ۱۹۷۰ تدریس کرده بود. این بار ۱۴ سال در این دانشگاه تدریس کرد، او در ۱۹۹۰ بازنشسته شد و به خبرنگاری و تدریس در دانشگاه‌های مختلف پرداخت. کارهای روزنامه‌نگاری او در آسیای مرکزی و اشنگتون بود، و در دانشگاه‌های کاتولیک جرج واشینگتن تدریس کرده‌است.
از کارهای تحقیقی او «تاریخ طنز در ادبیات» فارسی است که اول به انگلیسی و بعداً به فارسی نشر یافته‌است. «ایران از دیده سیاحان اروپایی» تحقیقی است که از قدیم‌ترین ایام تا قرن شانزدهم می‌رسد.

## تحصیلات
- انگلیسی و فرانسوی در دانشگاه تبریز
- عربی و علوم اسلامی در مدرسه حاجی صفرعلی
- دکترای ادبیات انگلیسی از دانشگاه کمبریج (۱۳۴۵)

## سابقه حرفه‌ای
- استادیار فارسی دانشگاه کمبریج (سه سال)
- دانشیار و استاد ادبیات انگلیسی دانشگاه تهران (۱۱ سال)
- استاد ادبیات فارسی دانشگاه برکلی (۱۶ سال)
- رئیس سابق گروه انگلیسی و استاد پیوسته ادب فارسی در دانشگاه تهران.
- در حال حاضر مشغول تدریس در دانشگاه جرج واشینگتن.

## آثار

### تألیفات
- تاریخ طنز در ادبیات فارسی[۱]
- تأثیر ادبیات فارسی در ادبیات انگلیسی
- «ایران از دیده سیاحان اروپایی»
- «تاریخ طنز در ادبیات فارسی»، نشر کاروان۱۳۸۵
- «ادوارد براون و ایران» نشر نو
- Satire in Persian Literature,Associated University Presses, 1988

### ترجمه‌ها و انتشارات دیگر
- «گذری به هند» از ای. ام. فورستر
- «نامه‌هایی از تبریز» از ادوارد براون
- «وحی و عقل» از آربری
- "تاریخ ادبیات آمریکاً از ویلیس ویگر
- نمایشنامه «مِده» از ژان آنوی
- ترجمه تولدی دیگر و دیگر اشعار فروغ فرخزاد به انگلیسی، انتشارات میج.
- ترجمه رساله اخلاق الاشراف عبید زاکانی و دیگر آثار طنزآمیز او به انگلیسی، انتشارات میج.
- ترجمه قسمت‌های مربوط بایران و قفقاز از سفرنامه اولیا چلبی، انتشارات میج.
- ترجمه گلستان ارم از عباسقلی آقا باکیخانف به انگلیسی با همکاری ویلیم فلور.
- رویارویی زن و مرد در عصر قاجار (معایب الرجال بی بی خانم استر آبادی و تأدیب النساء از خانلر میرزا احتشام الدوله و محمدحسن میرزا معتضدالدوله و بی بی خانم استرآبادی).
- ترجمه معایب الرجال و تأدیب النسوان به انگلیسی (The Education of Women and Vices of Men,Syracuse University,2010)
- سه سفرنامه رابی بنیامین تطیلی، آنتونیو تنررو و میکائیل ممبره (از زمان سلطان سنجر تا اوایل صفویه) با دو شرح از سفرنامه‌های اسپانیولی، پرتغالی و ایتالیایی، با همکاری ویلیم فلور، موقوفات دکتر محمود افشار، ۱۳۹۳.
- فرهنگ نصیری:ترکی جغتایی، رومی، قزلباشی، روسی و قلماقی به فارسی تألیف محمد رضا و عبدالجمیل نصیری (منشیان شاه سلیمان صفوی) با همکاری ویلیم فلور و مصطفی کاچالین، کتابخانه، موزه و مرکز اسناد مجلس شورای اسلامی، ۱۳۹۳.
- سفرنامه و تاریخ اصفهان، عبدالحسین خان ملک المورخین لسان السطنه سپهر، به کوشش حسن جوادی، موقوفات دکتر افشار، ۱۳۹۲.
- ترجمه خاطرات حمیده خانم جوانشیر همسر جلیل ممد قلیزاده مدیر مجله مشهور ملانصرالدین با همکاری ویلیم فلور، میج ۲۰۱۶.
- Awake: A Moslem Woman’s Rare Memoir of Her Life and Partnership with the Editor of Molla Nasreddin, the Most Influential Satirical Journal of the Caucasus and Iran, 1907–1931 مرگ سود خور از صدرالدین عینی با مقدمه حسن جوادی و مقاله‌ای از یری بچکا، شرکت کتاب جهان، ۱۹۹۵.
- Simin Danishvar, Sutra and Other Stories,Hasan Javadi & Amin Neshat, Mage,1994.
- Gholam-Husain Sa'edi, Dandil:Stories from Iranian Life, Hasan Javadi, Julie Meisami and Robert Campell, Random House, 1980
- Mir Jalal Pashayev, Dried-up in Meetings and Other Stories, Azerbaijan International, 1998.